# Medalja za hrabrost Republike Slovenije
Medalja za hrabrost Republike Slovenije je visoko državno odlikovanje Republike Slovenije, ki ga podeljuje predsednik Republike Slovenije državljanom Slovenije »za osebno hrabrost in požrtvovalnost pri reševanju človeških življenj in materialnih dobrin«. 
Obstajajo tri različice odlikovanja:
- Medalja za hrabrost na civilnem področju;
- Medalja za hrabrost na diplomatsko mednarodnem področju in
- Medalja za hrabrost na vojaškem oziroma varnostnem področju[2].